# Usine Autobianchi Desio
 (mars 2025).
Si vous disposez d'ouvrages ou d'articles de référence ou si vous connaissez des sites web de qualité traitant du thème abordé ici, merci de compléter l'article en donnant les références utiles à sa vérifiabilité et en les liant à la section « Notes et références ».
 (mars 2025).
La mise en forme du texte ne suit pas les recommandations de Wikipédia : il faut le « wikifier ».
Les points d'amélioration suivants sont les cas les plus fréquents. Le détail des points à revoir est peut-être précisé sur la page de discussion.
- Les titres sont pré-formatés par le logiciel. Ils ne sont ni en capitales, ni en gras.
- Le texte ne doit pas être écrit en capitales (les noms de famille non plus), ni en gras, ni en italique, ni en « petit »…
- Le gras n'est utilisé que pour surligner le titre de l'article dans l'introduction, une seule fois.
- L'italique est rarement utilisé : mots en langue étrangère, titres d'œuvres, noms de bateaux, etc.
- Les citations ne sont pas en italique mais en corps de texte normal. Elles sont entourées par des guillemets français : « et ».
- Les listes à puces sont à éviter, des paragraphes rédigés étant largement préférés. Les tableaux sont à réserver à la présentation de données structurées (résultats, etc.).
- Les appels de note de bas de page (petits chiffres en exposant, introduits par l'outil «  Source ») sont à placer entre la fin de phrase et le point final[comme ça].
- Les liens internes (vers d'autres articles de Wikipédia) sont à choisir avec parcimonie. Créez des liens vers des articles approfondissant le sujet. Les termes génériques sans rapport avec le sujet sont à éviter, ainsi que les répétitions de liens vers un même terme.
- Les liens externes sont à placer uniquement dans une section « Liens externes », à la fin de l'article. Ces liens sont à choisir avec parcimonie suivant les règles définies. Si un lien sert de source à l'article, son insertion dans le texte est à faire par les notes de bas de page.
- La présentation des références doit suivre les conventions bibliographiques. Il est recommandé d'utiliser les modèles {{Ouvrage}}, {{Chapitre}}, {{Article}}, {{Lien web}} et/ou {{Bibliographie}}. Le mode d'édition visuel peut mettre en forme automatiquement les références.
- Insérer une infobox (cadre d'informations à droite) n'est pas obligatoire pour parachever la mise en page.

Pour une aide détaillée, merci de consulter Aide:Wikification.
Si vous pensez que ces points ont été résolus, vous pouvez retirer ce bandeau et améliorer la mise en forme d'un autre article.

Dernier logo figurant sur les voitures Autobianchi

L'usine Bianchi de Desio a été construite après la fin de la Seconde guerre mondiale et mise en service en 1947. Son activité de production d'origine étaient des deux roues, vélos essentiellement de course qui ont équipés les plus grandes équipes du monde, notamment le campionissimo Fausto Coppi, des motocyclettes et des camions. 

## Histoire

### La société F.I.V. Edoardo Bianchi

Logo de l'équipe cycliste Bianchi

La société F.I.V. Edoardo Bianchi, plus connue sous le simple nom de Bianchi, est une société italienne spécialisée dans la production de bicyclettes, la plus ancienne au monde, fondée en 1885 à Milan par Edoardo Bianchi. L'entreprise se lance, des années plus tard, dans la production d'automobiles, de motos et de camions sous la raison sociale Fabbrica Automobili e Velocipedi Edoardo Bianchi.
La première moto Bianchi sort de l'usine milanaise en 1897, suivie deux ans plus tard par la première automobile et bientôt par les camions. Alors que Fiat a toujours été le plus important constructeur italien de voitures, Bianchi a parfois devancé Lancia à la deuxième place dans les années 1920.

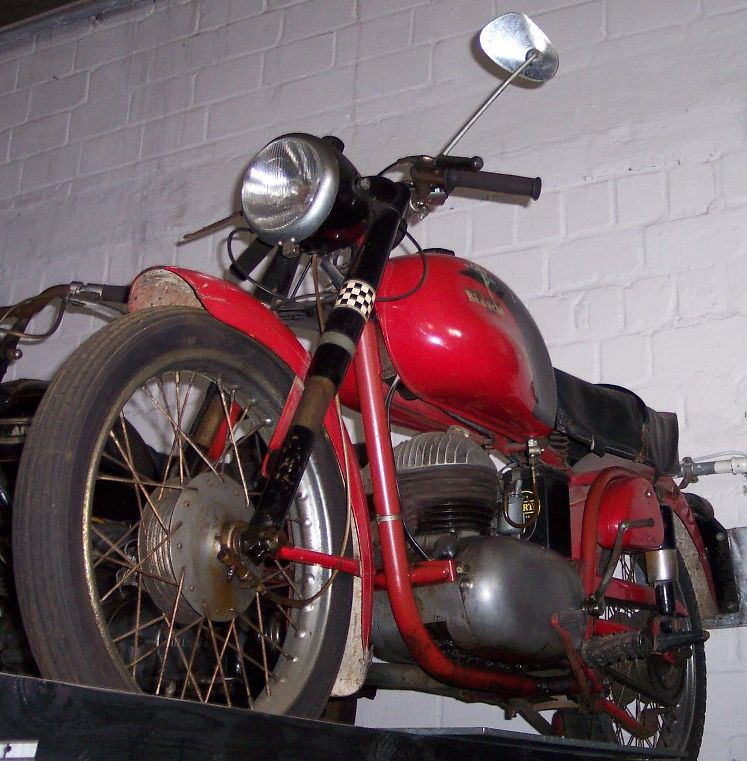
Moto Bianchi "Mendola" de 1960

Dès 1899, l'entreprise se lance dans la fabrication d'automobiles sous la marque Fabbrica Automobili e Velocipedi Edoardo Bianchi. En 1901, Edoardo Bianchi présente le premier vélo disposant d’une transmission par cardan et, en 1913, il invente le système de freinage avant. L'usine milanaise de Via Bixio devient trop exiguë, une nouvelle usine est construite Viale Abruzzi, sur la commune de Milan.  
En 1902, il construit un tricycle équipé d'un moteur De Dion-Bouton, puis un quadricycle. Il présente également une gamme de six modèles de voitures pouvant être équipées de moteurs Aster, De Dion ou de sa propre conception. La particularité de ces véhicules réside en un double châssis protégeant la mécanique. De plus, Bianchi offrait une assistance à domicile et deux jours d'auto-école pour l'achat d'un de ses véhicules. La firme milanaise devait affronter la concurrence du constructeur turinois Fiat. Bianchi crée la "Bianchi Tipo A" avec plusieurs variantes pour concurrencer la Fiat Tipo Zero. Rapidement, Bianchi crée un département compétition permettant à la firme de s'illustrer en Italie comme dans le reste de l'Europe.
En 1914, ses productions se répartissaient ainsi : 45 000 bicyclettes, 1 500 motos et 1 000 automobiles. La société Bianchi participe officiellement aux courses cyclistes et motocyclistes. Parmi ses principaux pilotes on note le jeune Tazio Nuvolari. En 1906, Bianchi fait construire une usine à Brescia, uniquement destinée à la production de camions. Le volume des ventes étant moins important que prévu, un peu à cause de l'arrivée récente de la marque sur un marché dominé par F.I.A.T., Alfa Romeo et S.P.A. et les marges plutôt réduites, la production est arrêtée et l'usine fermée en 1908. 
Les voitures Bianchi étaient des véhicules fiables, solides au style un peu conservateur. Secouée par le krach de Wall Street de 1929, la division automobile de Bianchi connaît des difficultés. Les ressources sont détournées vers le marché plus rentable des camions, ce qui laisse la Bianchi S9 la dernière automobile de la marque disponible au milieu des années 1930. Voiture classique, toute en acier, bien construite, équipée d'un moteur 4 cylindres de 1,5 litre développant 45 ch, pas aussi bon marché qu'une Fiat ni aussi brillante qu'une Lancia, elle a survécu jusqu'en 1939, lorsque des commandes massives de camions l'État italien ont obligé Bianchi à tout simplement abandonner la fabrication de voitures.
La production de camions se prolonge peu de temps après la fin de la guerre car l'entreprise a beaucoup souffert des bombardements et la reconstruction des usines de Milan et de Brescia est laborieuse. La direction de Bianchi envisage alors de construire une nouvelle usine à Desio, au nord de Milan et réserve un terrain à cet effet. En 1946, à l'âge de 81 ans, Edoardo Bianchi passe les rênes de l'entreprise à son fils Giuseppe. Le groupe Bianchi continue de produire des vélos, des motos et des camions, mais la production de voitures ne reprend pas. Les temps deviennent durs pour Bianchi, même si la gamme de motos se vend bien et que son équipe cycliste remporte des victoires notables, grâce au légendaire Fausto Coppi.
Giuseppe Bianchi, nouveau patron du groupe Bianchi, cherche un moyen d'agrandir son usine ou d'en construire une nouvelle, dans l'espoir de relancer la production automobile. Son voisin milanais, le fabricant de pneumatiques Pirelli, cherche lui aussi à augmenter sa production. En 1954, tous deux se rendent régulièrement à Turin pour rencontrer le PDG de Fiat par intérim, Vittorio Valletta, et mettent au point une joint-venture à trois, Autobianchi.
La société Autobianchi est fondée le 11 janvier 1955 et la fabrication des automobiles ex Bianchi reprend sous la marque Autobianchi, créée en association avec les deux patrons d'industries les plus importantes d'Italie, la puissante Fiat S.p.A. et Leopoldo Pirelli patron du groupe Pirelli, chacun détenant 33% du capital sauf Fiat 34%. La société F.I.V. Bianchi poursuit ses activités de fabricant de cycles et motocycles avec notamment la Bianchina, petite moto de 125 cm³ et l'Aquilotto, petit moteur auxiliaire à monter sur une bicyclette. Le choix du site industriel se porte naturellement sur l'usine Officine Metallurgiche Edoardo Bianchi à Desio, d'une surface de 140.000 m², progressivement modernisée et agrandie. En 1957, à la production de camions (rebadgés Autobianchi) vient s'ajouter celle de la petite voiture Bianchina qui connait immédiatement un bon succès, à tel point que, les années suivantes, elle a vu sa gamme s'élargir avec l'ajout des variantes : Trasformabile, Panoramica, Cabriolet Eden Roc, Furgoncino (Van) et Berline 4 places.
En 1958, la société F.I.V. Bianchi cède à ses deux partenaires sa participation dans Autobianchi. L'usine de Desio produit alors 200 voitures par jour, plus des camions. La production de camions prendra fin en 1968. Le siège social et les bureaux sont transférés dans le gratte-ciel Pirelli récemment inauguré à Milan.
À la suite de l'immense succès de la Bianchina la gamme s'étend, en 1963, à une nouvelle voiture, le spider Stellina, première voiture italienne à recevoir une carrosserie en fibre de verre, suivi, en 1964, par la Primula. C'est cette voiture qui a servi de laboratoire aux bureaux d'études Fiat pour l'industrialisation à grande échelle de la traction avant. La Primula a été commercialisée non seulement dans les versions berline 3 et 5 portes mais aussi dans une variante Coupé.

### La transition vers Fiat
En 1968, à la veille des débuts commerciaux de la grande berline de luxe, l'A111, le groupe Pirelli cède sa participation et Autobianchi passe entièrement aux mains de FIAT, qui utilisait déjà depuis un certain temps l'usine de Desio pour produire certains de ses propres modèles. D'abord quelques exemplaires de la Fiat 600 Multipla puis, la Fiat 500 Giardiniera, vendue à partir de cette même année sous le nom d'Autobianchi Giardiniera dont seul le logo avait changé.

## L'usine Autobianchi de Desio
Dès la constitution de la nouvelle société Autobianchi le 11 janvier 1955, les associés décident l'extension de l'usine dont les travaux vont débuter quelques mois plus tard, à Desio, dans la banlieue nord de Milan.
Les premières exemplaires de la Bianchina commencent à sortir de l'usine de Desio en janvier 1958. Les débuts des modèles Autobianchi connaissent un succès retentissant, car les Italiens ressentaient pleinement les effets du boom de l'après-guerre. Les exportations augmentent très rapidement, malgré le poids des droits de douane élevés (comme en France), car les automobilistes européens commençaient à réclamer un peu plus de luxe dans les voitures d'entrée de gamme.
En 1966, Gianni Agnelli prend les commandes de l'empire Fiat et garde à ses cotés le fidèle Vittorio Valletta au poste de Président du Conseil d'Administration. En 1969, Fiat rachète 50 % du capital de Ferrari, absorbe Lancia et est sur le point de racheter Berliet et Citroën à Michelin. Construit l'usine géante AvtoVAZ de Togliattigrad qui va bientôt produire la version soviétique de la Fiat 124. Les modèles FIAT sont fabriqués sous licence par SEAT en Espagne, Fiat Concord en Argentine, Steyr-Puch en Autriche, et en CKD dans plus d'une douzaine de pays... le soleil ne se couche jamais sur l'empire Fiat.
La première Autobianchi vraiment innovante est présentée fin 1963. Basé sur la plateforme de la Fiat 600D, le petit spider Stellina était un moyen pour Fiat de tester la production de carrosseries en fibre de verre à petite échelle, sans risquer l'image de la marque. La très belle carrosserie du petit roadster, dessinée par Luigi Rapi, a permis aux ingénieurs de Fiat d'acquérir beaucoup d'expériences en la matière, mais la direction de Fiat avait décidé d'abandonner la Stellina dès 1965 pour laisser la place à la Fiat 850 Spider, fabriquée par Bertone.
Depuis les années 50, les bureaux d'études Fiat étaient convaincus que la traction avant allait s'imposer à l'avenir mais, respectant la décision du sénateur Giovanni Agnelli de l'été 1931 où, lors du premier test du premier prototype de la future Fiat 500 Topolino, un incident mineur, une légère fuite d'essence, refusa que FIAT s'aventure à nouveau à produire une voiture à traction avant. Mais l'équipe de concepteurs responsables du projet, passés chez Lancia, avaient largement démontré les avantages de ce type de traction. Autobianchi a servi de laboratoire à Dante Giacosa et à son équipe d'ingénieurs pour tester leurs conceptions techniques tout en préservant l'image de Fiat. Ils ont donc commencé à travailler dès 1957 sur une voiture Fiat/Autobianchi à traction avant. Leurs études a donné naissance à la Primula en 1964, une voiture à traction avant de milieu de gamme (1.100 cm3) pleine de fonctionnalités avancées. La Primula a été la première berline disposant d'un moteur placé transversalement et avec un à hayon au monde.
L'A111 a remplacé la Primula sur les lignes de l'usine de Desio puis, ce fut l'arrivée de la gamme A112 aux 7 séries et versions sportives Abarth avec plus de 1,6 million d'exemplaires produits jusqu'en 1986. En 1985, c'est l'Y10 qui l'a remplacée et s'est appelée Lancia à partir de 1990. En 1992, sa fabrication est transférée à l'usine Alfa Romeo d'Arese, près de Milan.
Après avoir produit plus de  millions de véhicules, l'usine de Desio a été fermée le 31 juillet 1992.

## Liste des véhicules produits dans l'usine de Desio

### Automobiles
- 1957 - 1969 : Bianchina (301 300 ex)
- 1963 - 1965 : Stellina (502 ex)
- 1964 - 1970 : Primula (74 858 ex)
- 1965 - 1977 : Autobianchi 500 Giardiniera
- 1969 - 1972 : A111 (56 894 ex)
- 1969 - 1986 : A112 (1 254 178 ex)
- 1985 - 1995 : Y10 (1 133 774 ex)

### Camions
- 1947 -   : Bianchi Cives
- 1951 -   : Bianchi Audax
- 1952 -   : Bianchi Sforzesco
- 1952 - 1958 : Bianchi Fiumaro
- 1952 - 1958 : Bianchi Filarete
- 1952 - 1959 : Bianchi Visconteo
- 1958 - 1960 : Autobianchi Ambrosiano
- 1959 - 1968 : Autobianchi Scaligero
- 1959 - 1968 : Autobianchi Estense